# Kalifabougou
Kalifabougou est une localité et une commune rurale du Mali de l'arrondissement central de Kati, dans le Cercle de Kati et la région de Koulikoro.

## Villages
La commune s'étend sur 10 localités relevées lors du recensement général de 2009. 
Les villages les plus peuplés sont :
- Kalifabougou (3 273 habitants)
- Niamana (2 795 habitants)
- Djinidjéla (1 138 habitants)